# 名古屋テレビ600ステーション
『名古屋テレビ600ステーション』（なごやテレビろくまるステーション）は、1989年10月2日から1991年3月29日までに1年半、名古屋テレビで5代目の平日夕方6時台に生放送されていた東海3県向けのニュースワイド番組である。番組のロゴは「名古屋テレビ600ステーション ANN」である。

## 番組概要
- わずか半年でタイトルを変更することになった『名古屋テレビニュースシャトル』のリニューアル版である。

- 殆どの期間においては、番組前半でテレビ朝日発の全国ニュース『600ステーション ANN → ANN 600ステーション』を放送し、CMを挿んで18時30分から東海3県のローカルニュースを名古屋テレビのスタジオから伝えるというスタイルだったが、末期にはCMを挿まずに18時28分30秒でローカルパートへと移行し、ヘッドラインVTRを2項目オンエアーするというスタイルになった。ローカルパートではローカルニュースのほかに、特集と天気予報も放送していた。

- 放送期間中の1990年10月6日には、テレビ朝日が『ANN 600ステーション』の週末版『ANN 530ステーション』をスタートさせたのに伴い、名古屋テレビもこれを『ANN名古屋テレビ530ステーション』（なごやてれび ごさんまるステーション）と題して放送。同番組は1993年3月28日まで放送され続けた。

- 名古屋テレビでの放送内容は、テレビ朝日からの全国ニュースとスポーツニュース、東海3県のローカルニュースと天気予報だった。

- 番組はその後、テレビ朝日の『ANN 600ステーション』が『ステーションEYE』へ移行するのに伴い、1年半で同タイトルでの放送を終了。

- 1991年4月1日から1993年4月2日までは『ANN名古屋テレビステーションEYE』と題して放送された。なお、週末版はその後も『ANN名古屋テレビ530ステーション』と題して放送され続けた。

## 放送時間
| 期間      | 期間      | 放送時間（JST）               | 放送時間（JST）              |
| 期間      | 期間      | 名古屋テレビ600ステーション   | 名古屋テレビ530ステーション  |
| --------- | --------- | ----------------------------- | ---------------------------- |
| 1989.10.2 | 1990.9.28 | 月曜日 - 金曜日 18:00 - 18:55 | （放送無し）                 |
| 1990.10.1 | 1991.3.31 | 月曜日 - 金曜日 18:00 - 18:55 | 土曜日・日曜日 17:30 - 18:00 |
| 1991.4.6  | 1993.3.28 | （放送終了）                  | 土曜日・日曜日 17:30 - 18:00 |

## キャスター

### 平日
- 山崎昭[1]
- 高島和子[1]（番組放送終了間際の天気コーナーも兼務）

### 週末
- 『ANN 530ステーション』放送当時の名古屋テレビのアナウンサーによるシフト勤務